# I Love to Eat
I Love to Eat era un programa de televisión estadounidense, emitido por la cadena NBC entre 1946 y 1947. Era un programa de cocina presentado por el chef y autor de libros de cocina, James Beard. Cuando el programa debutó, duraba 15 minutos, pero en sus últimos meses duraba 30 minutos. 
Se cree que este programa presentado por Beard fue el primer programa de cocina emitido en cadena (Algunos programas de demostraciones de cocina lo precedieron, pero solo a nivel local en las transmisiones previas a la Segunda Guerra Mundial, entre 1939 y 1941).

## Estado de los episodios
No existen grabaciones del programa. Sin embargo, existe una grabación de audio de un episodio. Halladas en la Biblioteca del Congreso de los Estados Unidos, las grabaciones de audio de algunos episodios de I Love to Eat (grabadas a partir de las transmisiones en vivo desde WNBT-TV en Nueva York en 1946 y 1947) incluyen un episodio de 1947 que presenta un reporte sobre el esquí y discusiones sobre las meriendas en el esquí por parte de James Beard.
Esta grabación es seguida de comerciales en vivo de la marca de carnes Borden, en las cuales se incluía la mascota de la empresa (la vaca "Elsie") como auspiciadora del programa.